# R8000
 (septembre 2020).
Si vous disposez d'ouvrages ou d'articles de référence ou si vous connaissez des sites web de qualité traitant du thème abordé ici, merci de compléter l'article en donnant les références utiles à sa vérifiabilité et en les liant à la section « Notes et références ».
Le R8000 est un microprocesseur 64 bits à architecture MIPS développé par MIPS Technologies, Toshiba, et Weitek, sorti en 1994. Il utilise le jeu d'instructions MIPS IV.

## Description

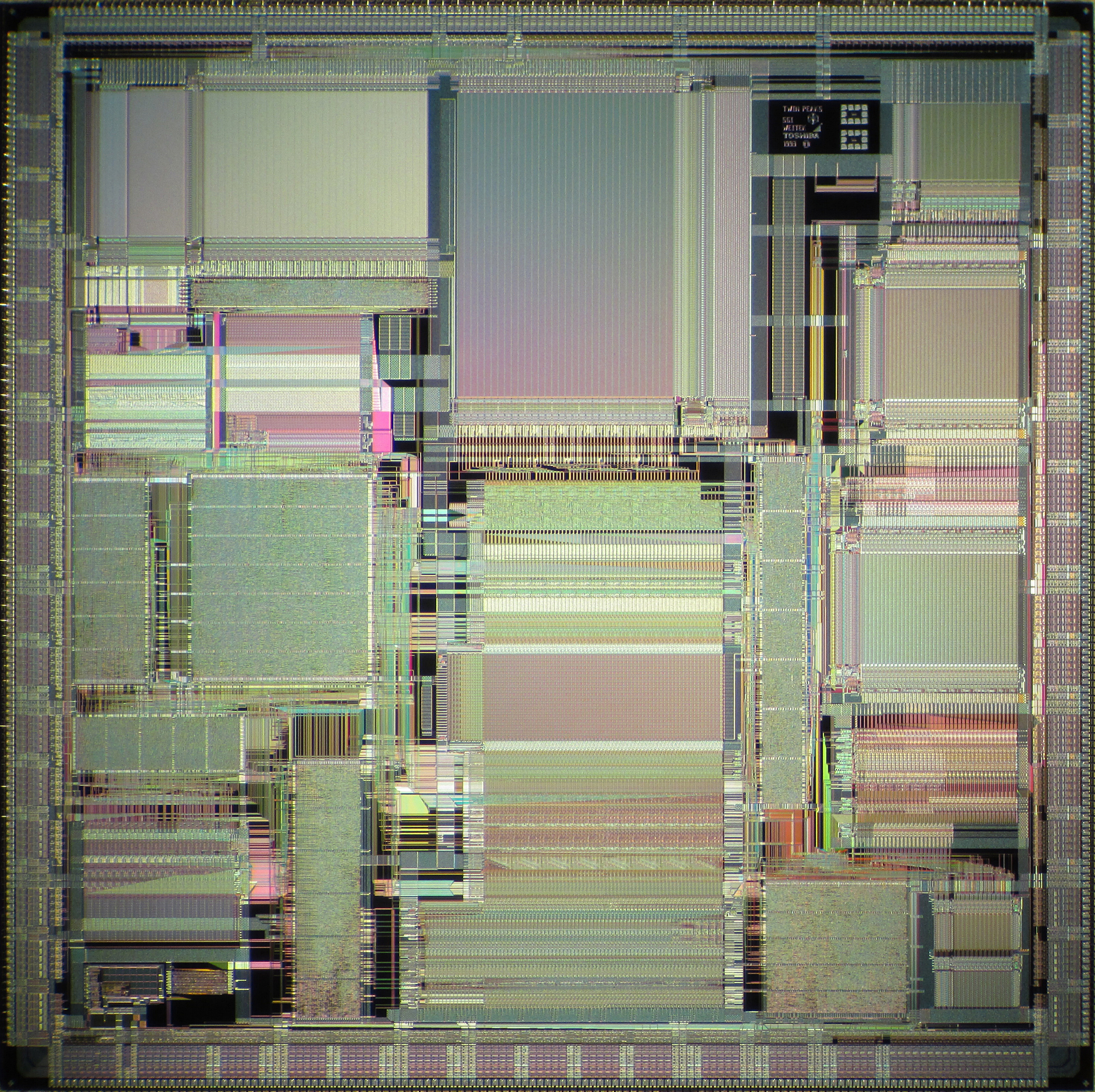
Processeur R8000

Le R8000 a une structure de pipeline permettant de traiter quatre instructions en parallèle, et présente la particularité d'avoir un étage d'adresses et d'exécution inversés l'un par rapport à l'autre. La fréquence est de 75 Mhz.